# Lipovecz Iván
Lipovecz Iván (Budapest, 1946. július 16. –) magyar közgazdász, újságíró.

## Életpályája
Középiskolai tanulmányait a  Budapesti Fazekas Mihály Gyakorló Általános Iskola és Gimnáziumban végezte 1960–1964 között. (a Közgazdász hetilapnál cikkeket írt).)
Újságírói pályájának  az első felét a Magyar Rádióban, a másodikat pedig a HVG-nél töltötte főállásban. A HVG-nek  tizenhét éven át volt a főszerkesztője. Közben – 1985–1995 között – sokat szerepelt a televízióban is, általában politikai tárgyú műsorokat vezetett.
Baló Györggyel  több alkalommal kiadták a Tények könyve című kötetet, amely éves almanach-jellege miatt a maga idejében újszerű kiadvány volt Magyarországon.

## Művei
- Lipovecz Iván–Simon József: „Harmadik világ” – éhező világ. Kossuth Kiadó, Budapest, 1975. ISBN 9630905078
- Olajöböl. Gondolat Kiadó, Budapest, 1978. ISBN 9632805739
- Új kormány az NSZK-ban. Kossuth Kiadó, Budapest, 1983. ISBN 9630922908
- Baló György-Lipovecz Iván: Tények könyve ’88. Computerworld Informatika / Móra Kiadó, Budapest, 1987. ISBN 9631155803
- Baló György-Lipovecz Iván: Tények könyve ’89. Computerworld Informatika, Budapest, 1988. ISBN 9631155803
- Baló György-Lipovecz Iván: Tények könyve ’90. Ráció, Budapest, 1989. ISSN 0238-3748
- Baló György-Lipovecz Iván: Tények könyve ’93. Greger Média, Debrecen, 1993. ISSN 0238-3748
- Miénk (lett volna) a tér? A magyar média magánosítása 1989–1999. Pesti Kalligram Kiadó, Budapest, 2014. ISBN 9786155454165
- Elnökök, kormányfők, vezérek. Egy újságíró találkozásai. Corvina Kiadó, Budapest, 2016. ISBN 9789631364040
- Tízek társasága. Kalligram Kiadó, Budapest, 2019. ISBN 9789634681199